# اوگو ویرا
اوگو ویرا (پرتغالی: Hugo Vieira؛ زادهٔ ۲۵ ژوئیهٔ ۱۹۸۸) بازیکن فوتبال اهل پرتغال است.
از باشگاه‌هایی که در آن بازی کرده‌است می‌توان به باشگاه فوتبال اسپورتینگ خیخون، باشگاه فوتبال سانتا ماریا، باشگاه فوتبال ژیل ویسنته، باشگاه فوتبال تورپدو مسکو، باشگاه فوتبال ستاره سرخ بلگراد، باشگاه ورزشی بنفیکا، باشگاه ورزشی براگا، باشگاه ورزشی اشتوریل پرایا، باشگاه فوتبال یوکوهاما مارینوس، باشگاه فوتبال سیواس‌اسپور، و باشگاه فوتبال هوکایدو کونسادول ساپورو اشاره کرد.